# HC Spartak Uherský Brod
HC Spartak Uherský Brod (celým názvem: Hockey Club Spartak Uherský Brod) je český klub ledního hokeje, který sídlí v Uherském Brodu ve Zlínském kraji. Založen byl v roce 1941. Svůj současný název nese od roku 2014. Od sezóny 2025/26 působí v 2. české hokejové lize skupiny východ, třetí české nejvyšší soutěži ledního hokeje. Klubové barvy jsou modrá a žlutá.
Své domácí zápasy odehrává na zimním stadionu Uherský Brod s kapacitou 2 800 diváků.

## Historické názvy
Zdroj:
- HC Uherský Brod (Hockey Club Uherský Brod)
- 2014 – HC Spartak Uherský Brod (Hockey Club Spartak Uherský Brod)

## Přehled ligové účasti
Stručný přehled
Zdroj:
- 1980–1981: Jihomoravský krajský přebor (3. ligová úroveň v Československu)
- 2003–2004: Zlínský krajský přebor (4. ligová úroveň v České republice)
- 2004–2007: Krajský přebor Jižní Moravy a Zlína (4. ligová úroveň v České republice)
- 2008–2025: Jihomoravská a Zlínská krajská liga (4. ligová úroveň v České republice)
- 2025–: 2. liga - sk. Východ (3. ligová úroveň v České republice)

Jednotlivé ročníky
Zdroj:
Legenda: ZČ - základní část, ZLK - Zlínský kraj, červené podbarvení - sestup, zelené podbarvení - postup, fialové podbarvení - reorganizace, změna skupiny či soutěže
| Československo (1980 – 1993) |                                     |           |           |                                                           |                          |
| Sezóny                       | Soutěž                              | Úroveň    | ZČ        | Play-off, nadstavba, sk. o udržení...                     | Poznámky                 |
| 1980/81                      | Jihomoravský krajský přebor         | 3. úroveň | ?. místo  |                                                           |                          |
| ...                          |                                     |           |           |                                                           |                          |
| Česko (2003 – )              |                                     |           |           |                                                           |                          |
| Sezóny                       | Soutěž                              | Úroveň    | ZČ        | Play-off, nadstavba, sk. o udržení...                     | Poznámky                 |
| 2003/04                      | Zlínský krajský přebor              | 4. úroveň | 4. místo  | Semifinále                                                | Reorganizace             |
| 2004/05                      | Krajský přebor Jižní Moravy a Zlína | 4. úroveň | 2. místo  | Finále ZLK                                                |                          |
| 2005/06                      | Krajský přebor Jižní Moravy a Zlína | 4. úroveň | 2. místo  | Finále ZLK                                                |                          |
| 2006/07                      | Krajský přebor Jižní Moravy a Zlína | 4. úroveň | 7. místo  | Vítěz ZLK; kvalifikace o 2. ligu – sk. B (3. místo)       | Změna názvu soutěže      |
| 2007/08                      | Jihomoravská a Zlínská krajská liga | 4. úroveň | 5. místo  | Finále ZLK                                                |                          |
| 2008/09                      | Jihomoravská a Zlínská krajská liga | 4. úroveň | 4. místo  | Zápas o 3. místo v ZLK (výhra)                            |                          |
| 2009/10                      | Jihomoravská a Zlínská krajská liga | 4. úroveň | 2. místo  | Finále ZLK                                                |                          |
| 2010/11                      | Jihomoravská a Zlínská krajská liga | 4. úroveň | 5. místo  | Zápas o 3. místo v ZLK (výhra)                            |                          |
| 2011/12                      | Jihomoravská a Zlínská krajská liga | 4. úroveň | 9. místo  | Vítěz ZLK                                                 |                          |
| 2012/13                      | Jihomoravská a Zlínská krajská liga | 4. úroveň | 2. místo  | Vítěz ZLK                                                 |                          |
| 2013/14                      | Jihomoravská a Zlínská krajská liga | 4. úroveň | 10. místo | Finále ZLK                                                |                          |
| 2014/15                      | Jihomoravská a Zlínská krajská liga | 4. úroveň | 7. místo  | Finále ZLK (3. místo)                                     |                          |
| 2015/16                      | Jihomoravská a Zlínská krajská liga | 4. úroveň | 5. místo  | Čtvrtfinále                                               |                          |
| 2016/17                      | Jihomoravská a Zlínská krajská liga | 4. úroveň | 2. místo  | Čtvrtfinále                                               |                          |
| 2017/18                      | Jihomoravská a Zlínská krajská liga | 4. úroveň | 8. místo  | Čtvrtfinále                                               |                          |
| 2018/19                      | Jihomoravská a Zlínská krajská liga | 4. úroveň | 6. místo  | Čtvrtfinále                                               |                          |
| 2019/20                      | Krajská liga Jižní Moravy a Zlína   | 4. úroveň | 6. místo  | Čtvrtfinále (prohra 0:2 na zápasy s Hokej Uherský Ostroh) |                          |
| 2020/21                      | Krajská liga Jižní Moravy a Zlína   | 4. úroveň | neurčeno  | Ne                                                        | Nedohráno                |
| 2021/22                      | Krajská liga Jižní Moravy a Zlína   | 4. úroveň | 6. místo  | Čtvrtfinále (prohra 1:2 na zápasy s HK Kroměříž)          |                          |
| 2022/23                      | Krajská liga Jižní Moravy a Zlína   | 4. úroveň | 5. místo  | Čtvrtfinále (prohra 0:2 na zápasy s HC Lvi Břeclav)       |                          |
| 2023/24                      | Krajská liga Jižní Moravy a Zlína   | 4. úroveň | 5. místo  | Semifinále (prohra 0:3 na zápasy s HK Kroměříž)           |                          |
| 2024/25                      | Krajská liga Jižní Moravy a Zlína   | 4. úroveň | 4. místo  | Semifinále (prohra 0:3 na zápasy s HK Kroměříž)           | Koupě licence od Vyškova |
| 2025/26                      | 2. liga - sk. Východ                | 3. úroveň |           |                                                           |                          |